# Deutscher Hauswirtschaftsrat
Der Deutsche Hauswirtschaftsrat e. V. wurde 2016 von 10 Verbänden gegründet. Er vertritt als Dachverband und Lobbyorganisation die Interessen der professionellen Hauswirtschaft in Politik und Gesellschaft auf Bundesebene. Der Hauswirtschaftsrat erlangte 2018 die Gemeinnützigkeit.
Im Februar 2023 wurde Ursula Schukraft zur Präsidentin gewählt, Vizepräsidentinnen sind Annette Heuser und Dagmar Crzan.
Der Verein hat seinen Sitz in Berlin und 32 institutionelle Mitglieder (Stand November 2024).

## Sektionen
In den Sektionen geschieht die fachliche Arbeit, Schwerpunkte werden innerhalb des vorgegebenen Aufgabenfeldes gesetzt. Sie greifen aktuelle gesellschaftspolitische Aspekte auf und bilden eine fachlich fundierte Meinung unter Heranziehung wissenschaftlicher Erkenntnisse und des Stands der Technik. Stellungnahmen werden hier erarbeitet und an den Vorstand weitergegeben. Derzeit (Stand Mai 2020) gibt es Sektionen zu den Themen Bildung, Haushaltsnahe Dienstleistung, Hauswirtschaftliche Dienstleistungsbetriebe, Hauswirtschaft in der Pflegeversicherung und Organisationsentwicklung.

## Ziele
Der Dachverband ist Ansprechpartner für Politik und Gesellschaft, damit die „Hauswirtschaft mit einer Stimme“ spricht. Der Hauswirtschaftsrat setzt sich ein für die „Darstellung der zentralen Bedeutung der Hauswirtschaft für die Gesellschaft und eine nachhaltige, qualitätsorientierte hauswirtschaftliche Versorgung und Betreuung der Bevölkerung“.
Ziele der Arbeit des Hauswirtschaftsrats sind:
- Die gesellschaftliche Anerkennung und Aufwertung der SAHGE-Berufe (Soziale Arbeit, Hauswirtschaft, Gesundheit, Erziehung)[7]
- Die Verbesserung multiprofessioneller Zusammenarbeit in sozialen Einrichtungen[8]
- Die Anerkennung hauswirtschaftlicher Fachkräfte in Qualitätsanforderungen und Fachkraftquoten[9]
- Die Förderung haushaltsnaher Dienstleistung durch staatlich subventionierte Gutscheine[10]
- Abgeordnete im neuen Bundestag vom Mehrwert der Hauswirtschaft überzeugen[11]

Im Rahmen der Konzertierten Aktion Pflege arbeitet der Deutsche Hauswirtschaftsrat seit 2019 gemeinsam mit dem Bundesgesundheitsministerium „an Vorschlägen, wie hauswirtschaftliche Fachkräfte noch stärker in die hauswirtschaftliche Versorgung von Pflegebedürftigen einbezogen werden können“.